# Espostoa melanostele
Espostoa melanostele är en kaktusväxtart som först beskrevs av Vaupel, och fick sitt nu gällande namn av John Borg. Espostoa melanostele ingår i släktet Espostoa och familjen kaktusväxter.

## Underarter
Arten delas in i följande underarter:
- E. m. melanostele
- E. m. nana

## Bildgalleri

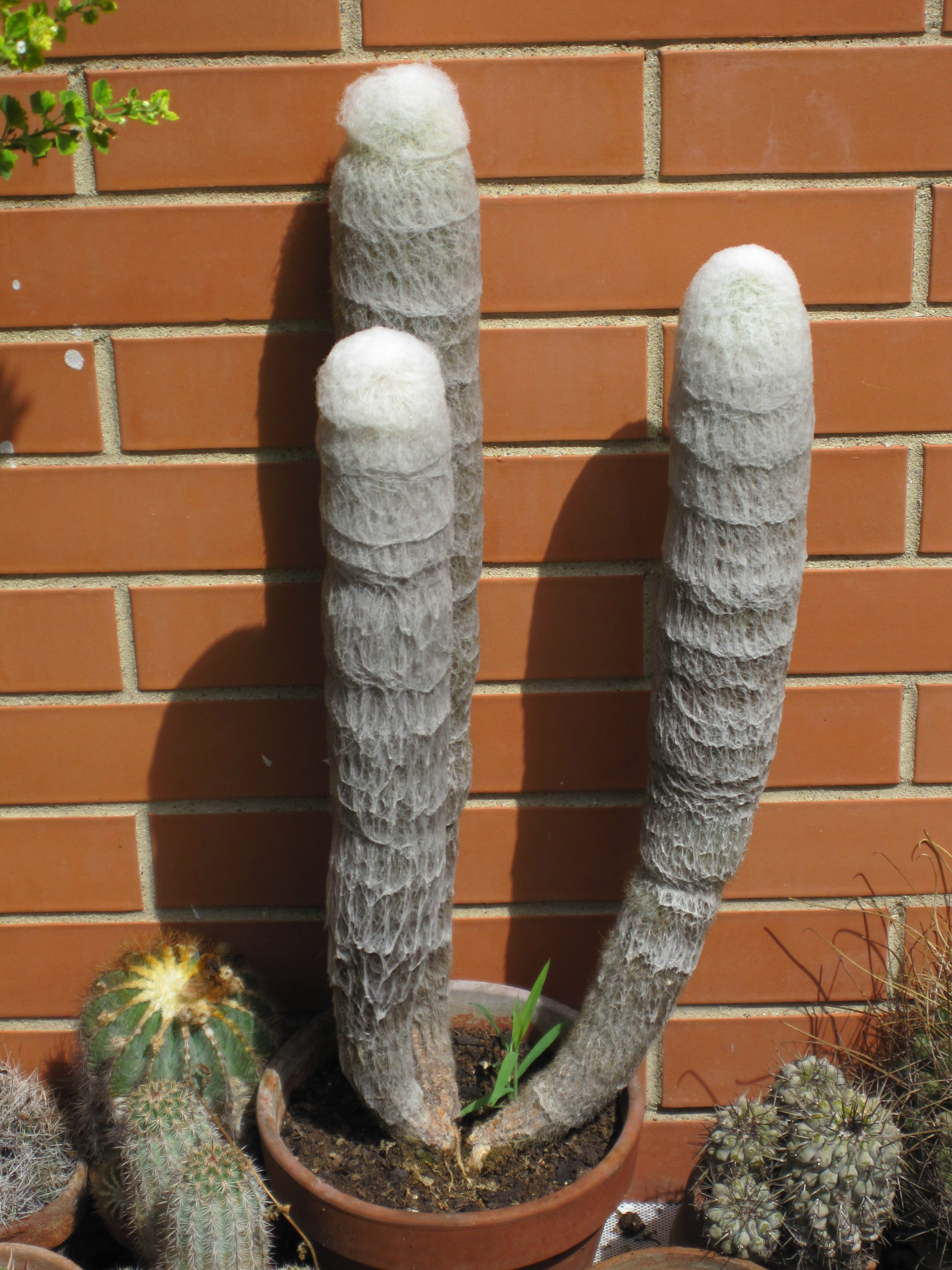
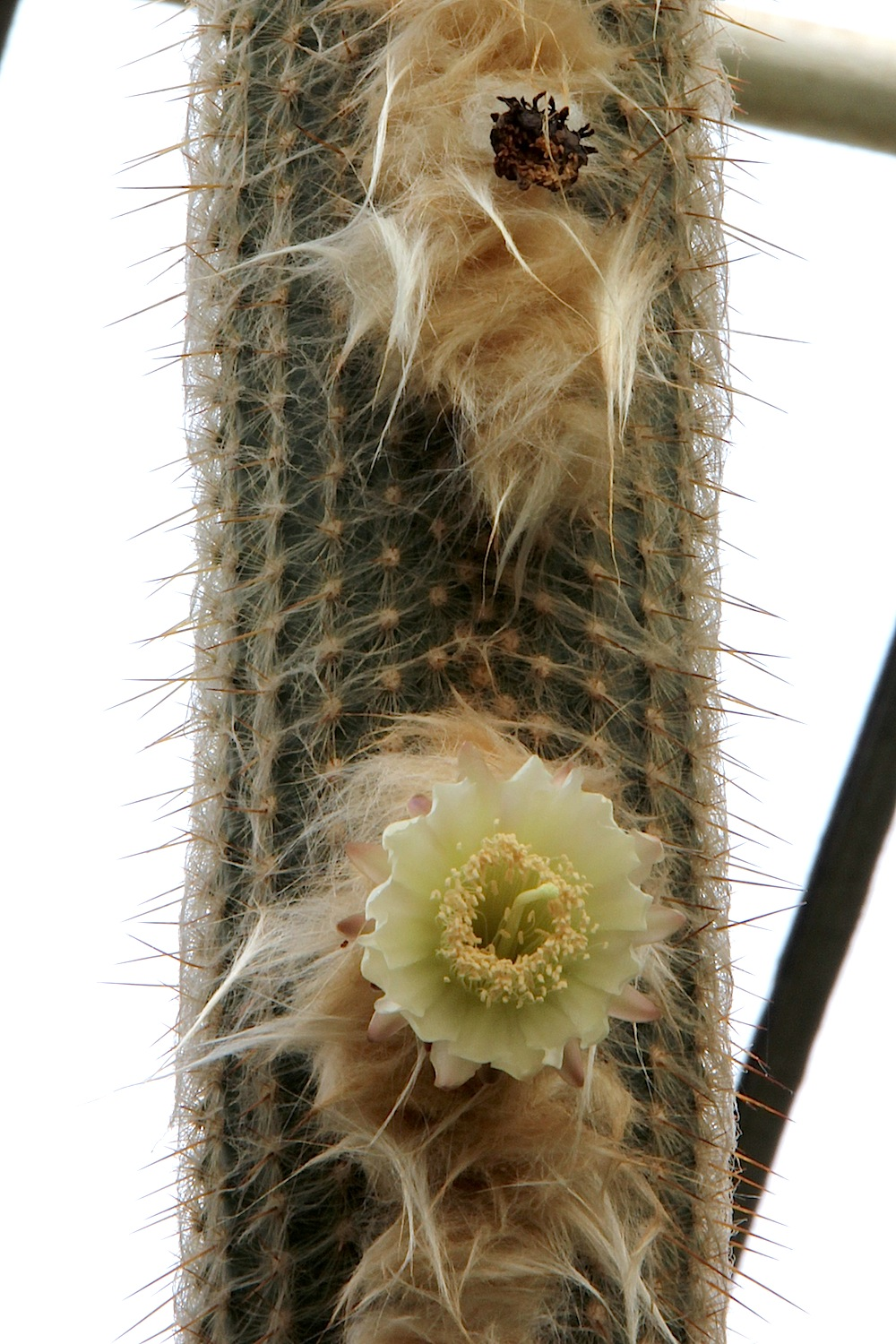
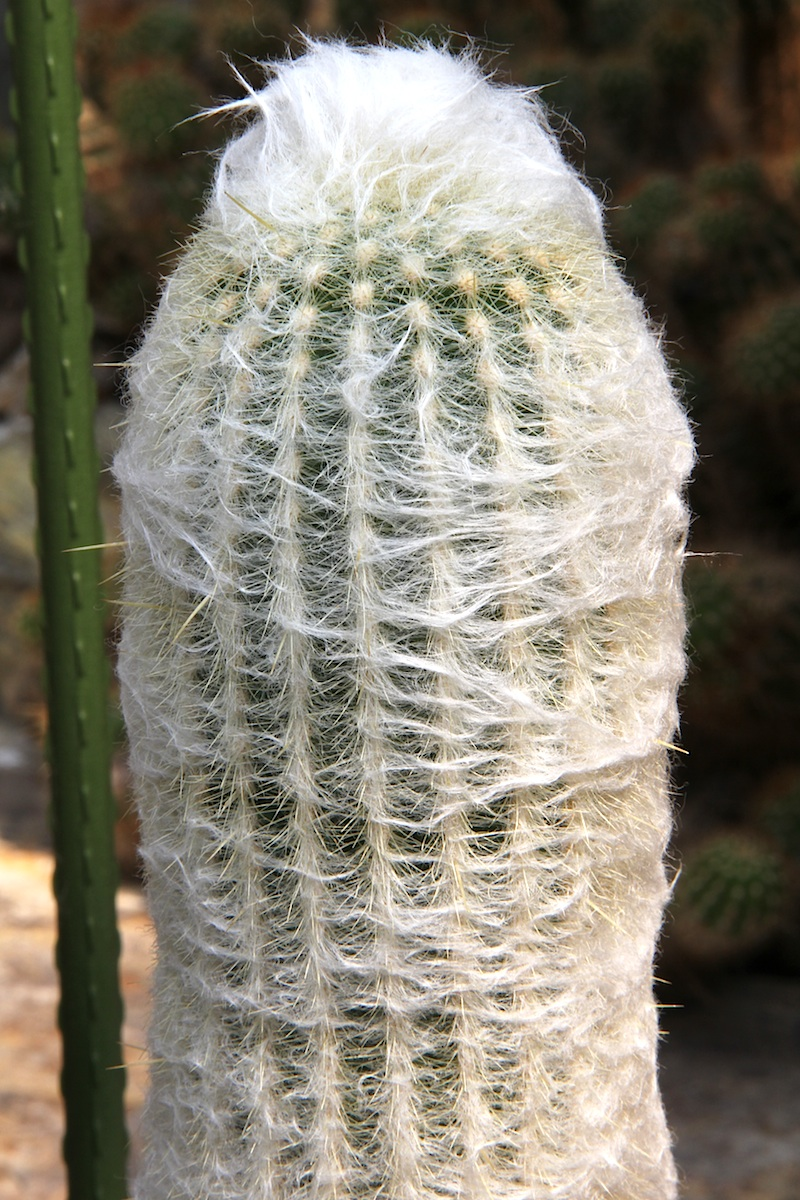
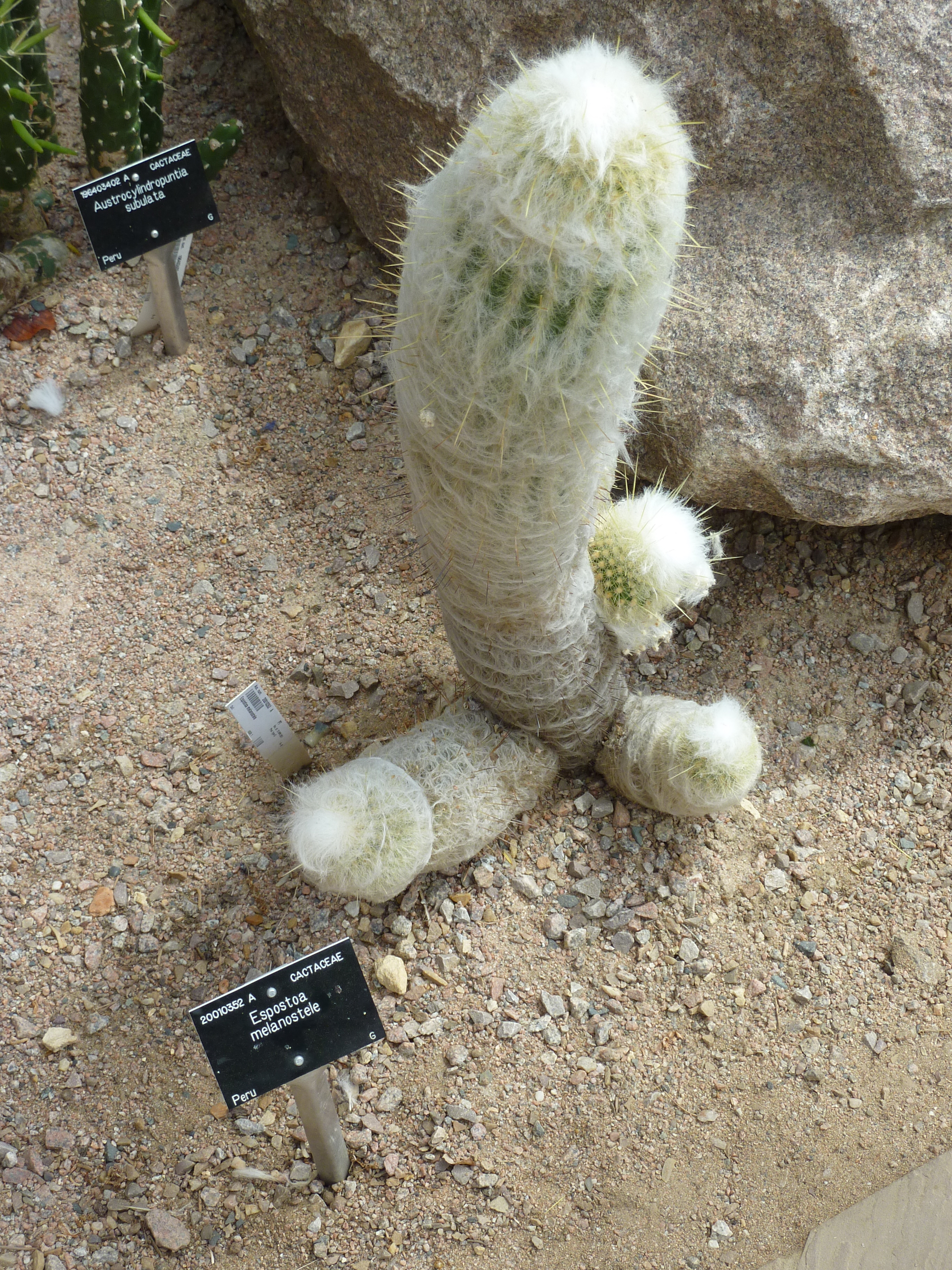
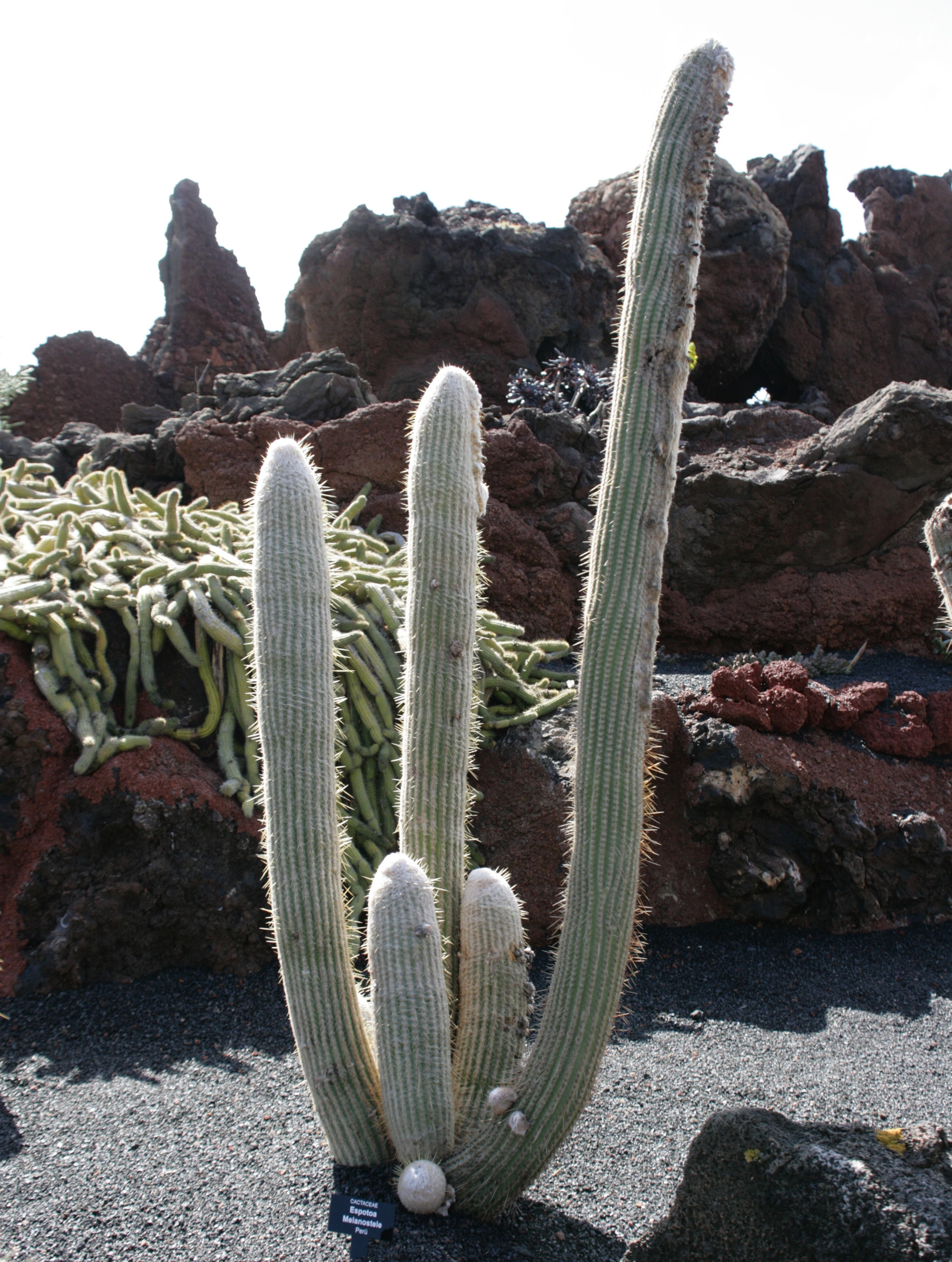
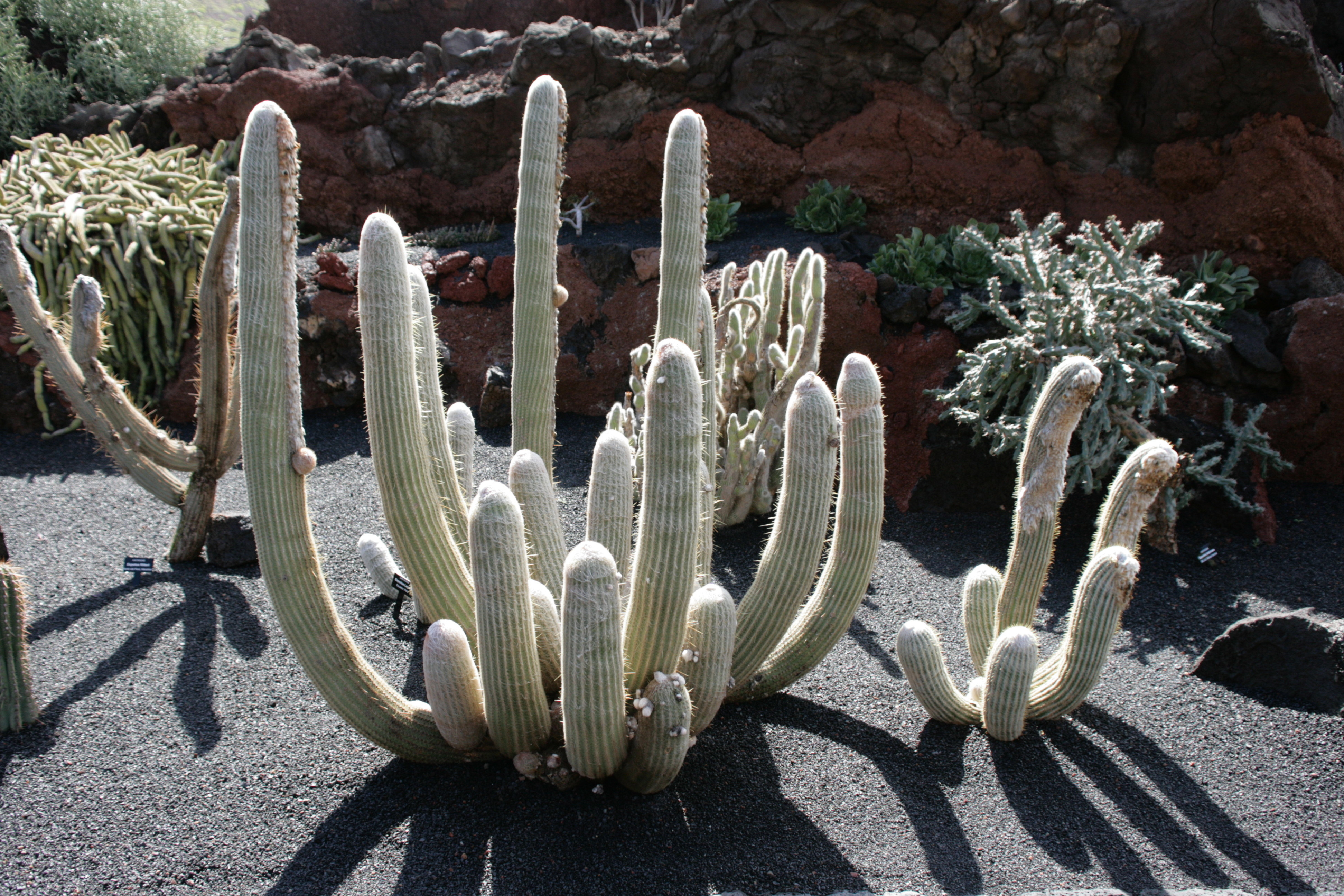

## Externa länkar

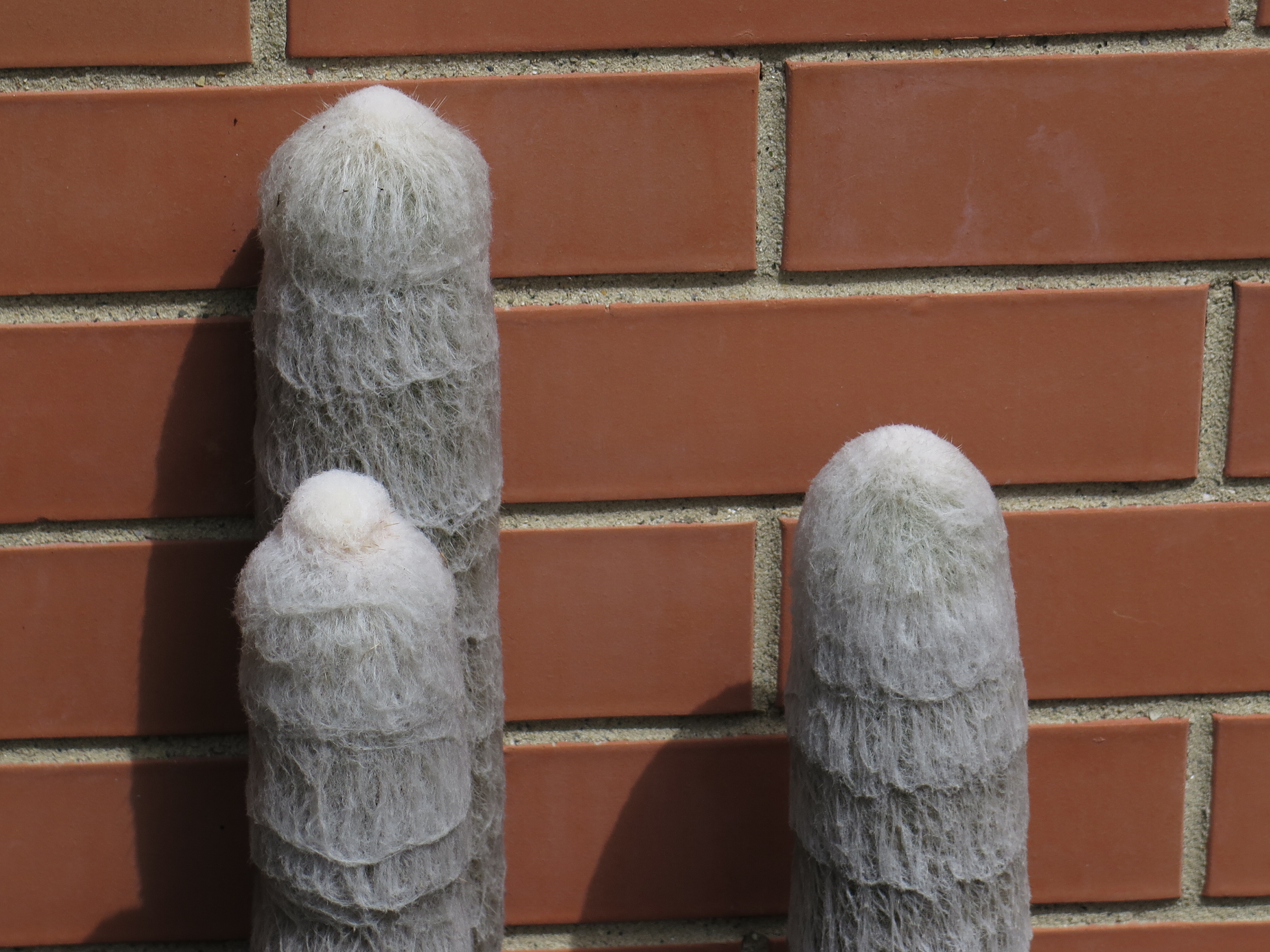
Espostoa melanostele